# Motochorro
«Motochorro» es un término coloquial utilizado en países del Cono Sur para denominar a un delincuente que hace uso de una motocicleta para cometer un robo. El término es un neologismo, resultado de la combinación de las palabras moto (apócope de ‘motocicleta’) y chorro (‘ladrón’, en lunfardo); aparecido a partir del año 2008 en los medios de comunicación argentinos, tomado de la jerga policial.
El término goza de amplia utilización en Argentina, Chile, Uruguay y Paraguay, en donde coexiste con el término «motobandi», con el mismo significado.

## Modalidad
Generalmente efectúan sus actividades de a dos en calles céntricas. Mientras el conductor se aproxima a la víctima, el acompañante le roba la carteras o portafolios para fugarse inmediatamente. Otra modalidad es la de las salideras bancarias: Dos personas circulan en la moto, y un tercer miembro actúa como “entregador”, que puede ser un empleado de una entidad bancaria o alguien disimulado entre los clientes de la entidad.
Una vez seleccionada la víctima, el “entregador” la marca avisando por teléfono celular o saliendo de la entidad detrás de la persona y gestualizando a sus compañeros.
Inmediatamente la víctima comienza a ser seguida por dos delincuentes en moto. Alejados unos metros del banco, el motociclista aborda a su víctima velozmente y el acompañante le quita el portafolios, mochila o cartera donde lleva el dinero, fugándose inmediatamente después.[cita requerida]

## Situación en Argentina
En la Ciudad Autónoma de Buenos Aires el delito con motocicletas aumentó un 118% entre 2008 y 2009, conservando aún una tendencia en alza. También se incrementaron los robos de estos vehículos para uso delictivo debido a la mayor venta en los últimos años y su presencia en las calles con posibilidad de ser robados.

### Hechos de mayor repercusión
Tal vez los casos más resonantes en los medios durante 2010 fueron los de Carolina Píparo y su bebé Isidoro, y Agustín Sartori.
Carolina Píparo fue baleada estando embarazada de 8 meses durante una salidera bancaria en la capital bonaerense, o sea la ciudad de La Plata, el 29 de julio de 2010. A causa de los disparos que sufrió, debieron hacerle cesárea y días más tarde su bebé falleció.
Agustín Sartori, un joven de 19 años, fue chocado por dos motochorros que huían de un asalto en la Ciudad Autónoma de Buenos Aires y murió más tarde en el Hospital Fernández.

### Filmación
La actividad de los motochorros de Buenos Aires se conoció en todo el mundo cuando en septiembre de 2014 Alex Hennessy, un turista canadiense, filmó al motochorro que lo asaltó y subió el video a un sitio de Facebook para turistas internacionales. Incluso generó un videojuego en el que gana quien evita ser asaltado por un motochorro. El motochorro, identificado como Gastón Aguirre y conocido como “El Motochorro de la Boca”, fue arrestado y cumplió una pena por tenencia de estupefacientes.

## Situación en Chile
En Chile, estas conductas se pueden categorizar en tres tipos de delitos, dependiendo de los métodos utilizados por los autores: robo por sorpresa (denominado coloquialmente "lanzazo"), robo con intimidación o robo con violencia. Según estadísticas de Carabineros de Chile, los delitos cometidos por motochorros tienen una mayor concentración en Santiago de Chile. Aproximadamente un tercio de los delincuentes ocupan mochilas de servicios de reparto.

## Situación en Paraguay
En Paraguay, este tipo de modalidad delictiva experimentó un aumento desde finales de la década de los 2000, especialmente en las grandes zonas urbanas, como la ciudad de Asunción, Areguá, Ciudad del Este, entre otros. La prensa paraguaya emplea también el apelativo motobandi, apócope de «moto» y «bandido».
En 2014, Elisa Ledesma, la entonces encargada de relaciones públicas de la policía paraguaya, mencionó que los detenidos generalmente son personas reincidentes y de corta edad.